# Mandle (orgán)

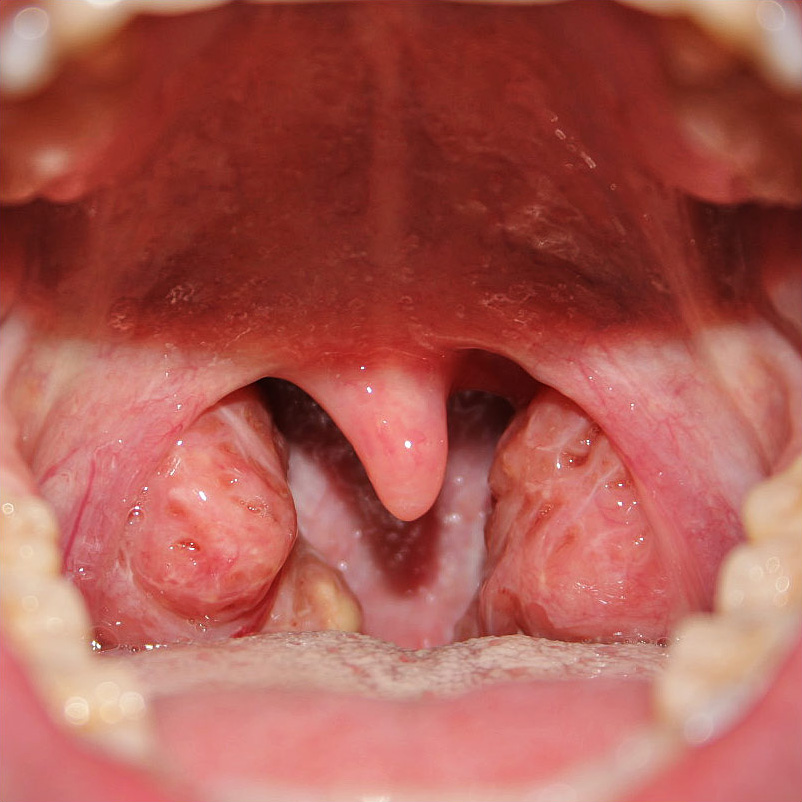
Krční mandle

Mandle (lat. tonsilla) je orgán lymfatického systému, vlastně se jedná o mízní uzlinu. Jsou to shluky částečně opouzdřené lymfatické tkáně v oblasti dutiny ústní a hltanu. Rozlišují se:
- párové mandle krční (tonsillae palatinae)
- párové mandle trubicové (tonsillae tubariae)
- nepárová mandle nosní (tonsilla pharyngea)
- nepárová mandle jazyková (tonsilla lingualis).

Mandle jsou součástí imunitního systému člověka a některých savců. Dohromady se popisují jako tzv. Waldeyrův mízní okruh. Jsou prvním místem, kde se zachytávají antigeny, které přicházejí do organismu ústní a nosní dutinou. Často jsou proto prvním orgánem v organismu, kde dochází k replikaci viru či pomnožení bakterií.
Odstranění mandlí se označuje jako:
- tonzilektomie – chirurgické odstranění krčních mandlí[2]
- adenotomie – chirurgické odstranění nosní mandle.

Nakupení lymfatické tkáně v oblasti vyústění Eustachovy tuby se označuje jako „Gerlachova tubární mandle“. Je součástí Waldeyerova okruhu. Může se  vyskytovat u malých dětí a přispívat ke středoušním zánětům.